# Karl Valentin

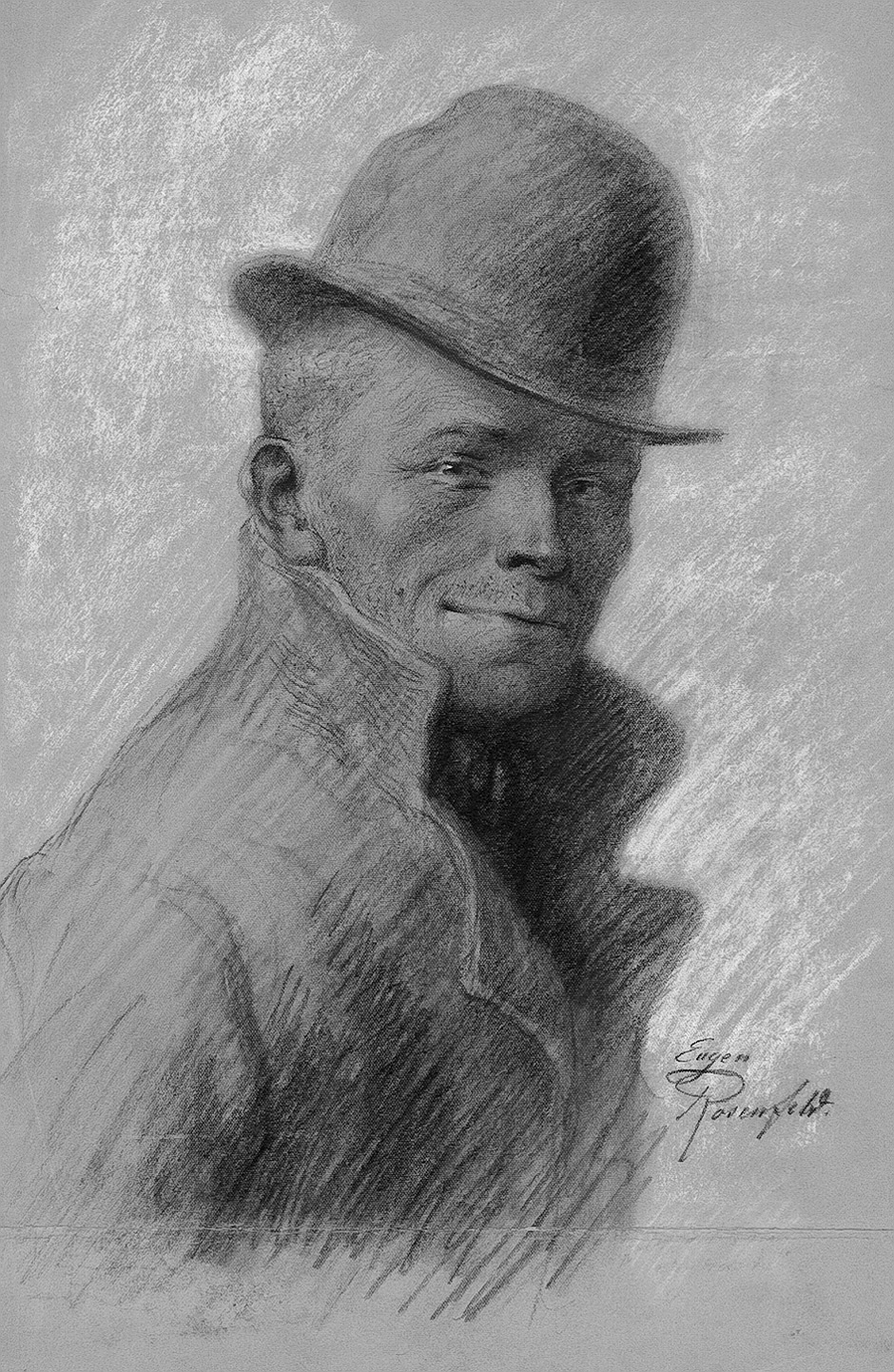
Karl Valentin (Eugen Rosenfeld)

Karl Valentin (München, 4 juni 1882 — Planegg, 9 februari 1948), artiestennaam van Valentin Ludwig Fey, was een Beiers komiek, schrijver en filmregisseur, die van groot belang was voor het expressionistisch cabaret en sterk vermaard was om zijn extreem doorgedreven taalexperimenten. Hij was een persoonlijke vriend van onder andere Bertolt Brecht.

## Carrière

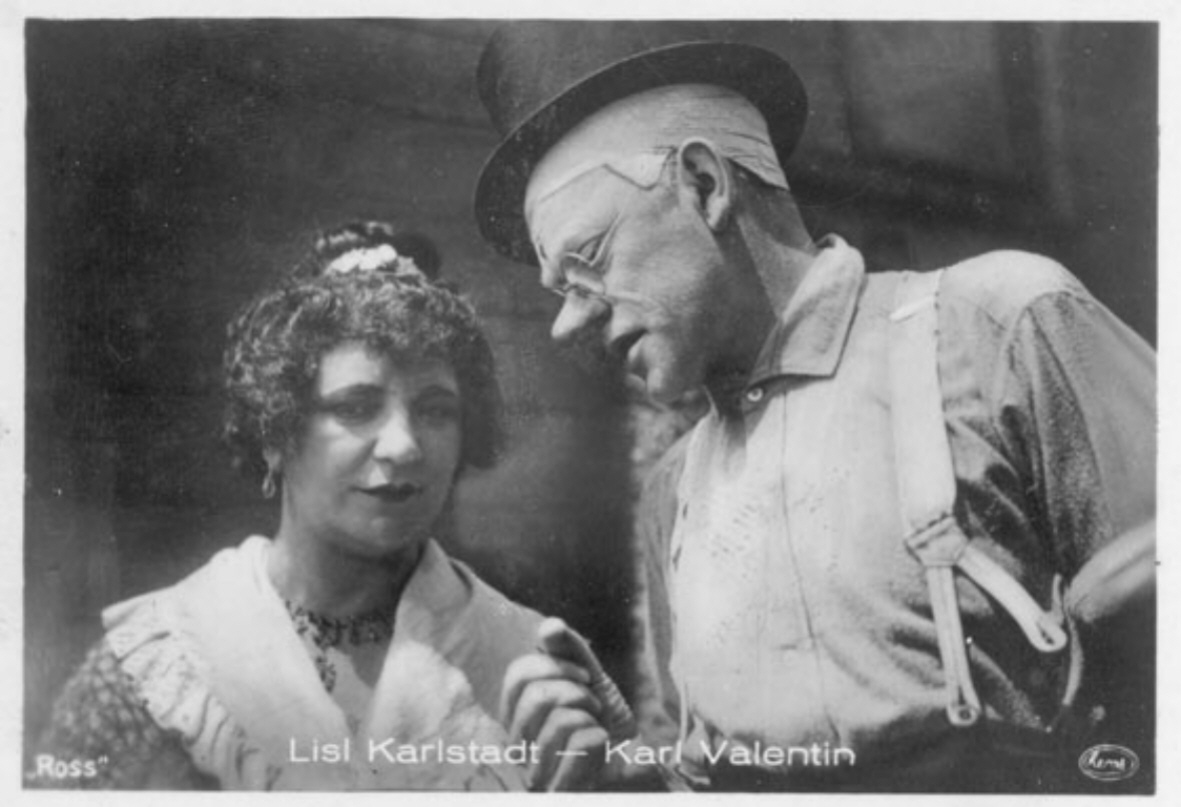
Liesl Karlstadt en Karl Valentin

Valentin groeide in Au-Haidhausen als enig kind op, nadat zijn broers en zussen gestorven waren. Zijn vader bezat de expediteursfirma Falk & Fey. Hij maakte een bijzonderlijk onaangename periode aan de Volksschule door en volgde een opleiding in de schrijnwerkerij. In 1911 huwde hij met zijn dienstmeid, Gisela Royes, met wie hij twee kinderen had.
Vanaf 1902 begon Valentin Fey als Karl Valentin in de variétés op te treden. In datzelfde jaar overleed zijn vader, en met zijn moeder nam hij de leiding van het ouderlijke bedrijf over, dat echter reeds in 1906 failliet ging. Daarop trokken de beiden naar Saksen, waar de Beierse Valentin met andere dialecten in contact kwam, die een belangrijke inspiratiebron voor zijn artistieke creatie werden. Hij ondernam een tournee doorheen verschillende steden, die hem echter geen succes opleverde, waarop hij in 1908 naar München terugkeerde. In deze periode begon hij een eigen stijl te ontwikkelen, die gekenmerkt was door een uiterst expressieve, verwrongen lichaamshouding, waarbij zijn rijzige, magere gestalte hem goed te stade kwam. Zijn eerste monoloog, Das Aquarium, toonde de nieuwe richting die hij ingeslagen had: hij bekwaamde zich voortaan in absurde woordspelingen, ironie en experimenten met de grenzen van taal en begrip.
Vanaf 1911 trad Valentin tezamen met Elisabeth Wellano op, wier artiestennaam Liesl Karlstadt luidde, als eerbetoon aan Karl Maxstadt. Ze werden vaste partners op de bühne (en vermoedelijk ook daarbuiten). In 1912 werd Valentin een pionier van het nieuwe medium film. Hij richtte in München zijn eigen opnamestudio in en produceerde een veertigtal stomme films, Valentinades genoemd, waarin hij een surrealistische stijl ontwikkelde die later ook door Charlie Chaplin beoefend zou worden.
Tijdens de Eerste Wereldoorlog speelde Valentin, die als astmaticus van de dienstplicht verschoond bleef, zijn populaire revue Tingeltangel; vanaf 1915 was hij directeur van het cabaret Wien-München. Zijn commentaar op de oorlog bleef steeds vergoelijkend en optimistisch. In 1922 werkte hij met zijn vriend Bertolt Brecht, die hem oprecht bewonderde, samen aan een parodie op diens toneelstuk Trommeln in der Nacht. Brecht en Erich Engel draaiden de film Mysterien eines Frisiersalons, met Valentin, Karlstadt en Blandine Ebinger. In 1932 speelde hij in Max Ophülsʼ verfilming van Bedřich Smetanaʼs opera Die verkaufte Braut, zijn eerste rol in een gesproken film.
In 1923 en 1924 trad Valentin in Zürich en Wenen op, en tot 1938 geregeld ook in Berlijn. In 1931 bezat hij in München zijn eigen theater, maar moest dit na acht weken door een conflict met de brandweer wederom sluiten. Hij opende in 1934 met Liesl Karstadt een panopticon voor nonsens, dat reeds snel over de kop ging, evenals een tweede poging in 1935, die het financiële fiasco compleet maakte en hun beider spaarcenten volledig kelderde. De derde poging, de Lachkeller, was eveneens weinig succesrijk. Een bijzonderheid van deze panoptica was echter zijn verzameling groene postzegels, die Valentin een reputatie als filatelist opleverde. Mogelijks was dit echter veeleer een grap, daar groen in de filatelie geen verzamelcategorie is en Valentin daarenboven kleurenblind was. In 1936 draaide Jacob Geis de film Die Erbschaft, met Valentin en Karlstadt in de hoofdrollen, die echter door de inmiddels aan de macht gekomen naziʼs verboden werd omdat hij Elendstendenzen (tendensen van ellende) vertoonde.
In het Derde Rijk veroorloofde Valentin zich grapjes over de NS-maatschappij, maar dreef het nooit zover dat hij gearresteerd werd. Om in zijn levensonderhoud te voorzien, schreef hij apolitieke bijdragen voor de Münchner Feldpost. Met zijn nieuwe geliefde, Annemarie Fischer, opende hij in 1939 de Ritterspelunke, maar sloot ze weer in 1940. In 1941 verhuisde hij met zijn gezin naar Planegg, nadat hun huis in een bombardement vernietigd was. Van toen af aan, tot 1947, trad hij niet meer op.
Vanaf 1947 trad hij opnieuw met Liesl Karstadt op, maar kon het vroegere succes niet meer evenaren. Hij overleed op Rosenmontag (carnavalsmaandag)1948 aan een longontsteking, na per ongeluk bij nachte in een theater opgesloten te zijn geweest. Valentin was een hypochonder, die beweerde 88 artsen geconsulteerd te hebben en zich graag als vrijwilliger voor medische experimenten opgaf.
Valentin was een verzamelaar van foto's. Zijn deelverzameling historische foto's van München verkocht hij in 1938 aan het gemeentearchief van München. Zijn verzameling van theaterfoto's ging na zijn overlijden naar de afdeling theaterwetenschap van de Universiteit van Keulen.
Pas in de jaren 60 kwam zijn werk als komiek weer in de belangstelling.

## Karakterisering
De theater- en schrijfstijl van Valentin valt als dadaïstisch te typeren. Vaak maakt hij gebruik van vaste idiomen, die hij dan herinterpreteert of letterlijk neemt en zodoende de logica uitdaagt. De absurde humor was dikwijls taalgeïnspireerd, zoals in de dialoog Semmelnknödeln, die een loopje met de Duitse grammatica neemt. Dit aftasten van de grenzen van het menselijke begrip door middel van de taal heeft echo's van de late Wittgenstein (Bachmaier 1993:99). Onder zijn bewonderaars bevonden zich Kurt Tucholsky en Carl Zuckmayer.
Zijn eigenzinnige spraakgebruik heeft enkele bekende uitdrukkingen nagelaten, zoals de spreekwoordelijke Buchbinder Wanninger. Ook de ironische uitdrukking Graag hebben zou ik wel gewild hebben, maar mogen dorst ik niet stamt van Valentin.

## Filmografie

### Korte films
- 1912 of 1913: Karl Valentins Hochzeit
- 1912: Die lustigen Vagabunden
- 1913 of 1914: Der neue Schreibtisch
- 1921: Die Schönheitskonkurrenz oder: Das Urteil des Paris
- 1921: Der entflohene Hauptdarsteller
- 1923: Mysterien eines Frisiersalons
- 1923: Auf dem Oktoberfest
- 1929: Der Feuerwehrtrompeter
- 1932: Im Photoatelier
- 1933: Orchesterprobe
- 1934: Der Zithervirtuose
- 1934: Es knallt
- 1934: Der verhexte Scheinwerfer
- 1934: Im Schallplattenladen
- 1934: Der Theaterbesuch
- 1934: So ein Theater!
- 1934: Der Firmling
- 1936: Musik zu zweien
- 1936: Die Erbschaft
- 1936: Strassenmusik
- 1936: Ein verhängnisvolles Geigensolo
- 1936: Die karierte Weste
- 1936: Beim Rechtsanwalt
- 1936: Kalte Füße/Beim Nervenarzt
- 1936: Der Bittsteller
- 1937: Ewig Dein
- 1937 of 1938: Selbst Valentin macht mit (reclamefilm voor de Deutsche Sparkasse)
- 1937 of 1938: Nur nicht drängeln (reclamefilm voor de Deutsche Sparkasse)
- 1938: München
- 1938: Der Antennendraht/Im Senderaum
- 1941: In der Apotheke

### Speelfilms
- 1929: Der Sonderling
- 1932: Die verkaufte Braut
- 1935: Kirschen in Nachbars Garten
- 1936: Donner, Blitz und Sonnenschein

### Verloren gegane films
- Rond 1913: Der Kuss (fragment, zonder titel)
- Tussen 1914 en 1918: Erbsen mit Speck
- 1920: Der Kinematograph
- 1920 oder 1921: Zirkus Schnabelmann
- Rond 1920/22: Die Schönheitskonkurrenz oder: Das Urteil des Paris
- Rond 1921: Der dritte Schlüssel
- Rond 1921: Drei Stunden im Himmel
- Rond 1922: Udet-film
- Rond 1922: Anekdotes op film
- 1922 of 1923: Die harten Köpfe
- 1923: Orkest- en luchtvaartscène(s)
- 1923: Opelwochenschau
- 1928 of 1929: Die Schreinerwerkstätte
- 1929: Fernkino
- 1931: Die verhexten Notenständer
- 1933: Snip, der springende Punkt
- 1934: Der Geizige oder der Geizhals
- 1934: Der Bittsteller
- 1937: Kohlenreklame
- 1937 of 1938: Ewig dein
- 1939 of later: Valentins Wochenschau

### Luisterspelen (selectie)
- Buchbinder Wanninger
- Radfahrer und Verkehrsschutzmann
- Der Trompeter von Säckingen
- Die Brille
- Das Aquarium
- Der Ententraum
- Der Hutladen
- Der Schäfflertanz
- Der verlorene Brillantring
- Die gestrige Zeitung
- Der Notenwart
- Der neue Buchhalter
- Das Brillantfeuerwerk
- Semmelnknödeln
- Der Spritzbrunnenaufdreher

- Bibsys: 90096770
- Biblioteca Nacional de España: XX1515521
- Bibliothèque nationale de France: cb11887760t (data)
- Catàleg d'autoritats de noms i títols de Catalunya: 981058519594706706
- Gemeinsame Normdatei: 118625896
- International Standard Name Identifier: 0000 0001 0908 4595
- Library of Congress Control Number: n50046660
- Nationale Bibliotheek van Letland: 000078020
- MusicBrainz: f1e493e6-caa3-4918-8df4-056b0ed7fc49
- Nationale Bibliotheek van Tsjechië: jn20030418006
- Nationale bibliotheek van Australië: 35690853
- Nationale Bibliotheek van Israël: 987007269339305171
- Nationale Bibliotheek van Polen: a0000002598623
- Nederlandse Thesaurus van Auteursnamen: 068428561
- PIC: 312706
- RKD-Nederlands Instituut voor Kunstgeschiedenis: 301997
- Istituto Centrale per il Catalogo Unico: SBLV161873
- LIBRIS: 290589
- Système universitaire de documentation: 026673487
- Trove: 1044270
- Union List of Artist Names: 500394564
- Virtual International Authority File: 64000542
- WorldCat: E39PCjy8RhPDchwgDfXfH88Bfq